# Toshiyuki Shirai
Toshiyuki Shirai (白井 俊行 Shirai Toshiyuki?) es un animador, director y guionista gráfico de anime japonés, conocido sobre todo por su trabajo con el estudio Ufotable.

## Trayectoria
Después de trabajar en Studio Lon, fue presentado a Takahiro Miura, un animador y director en Ufotable, quien era compañero de generación de un colega cercano. A través de esta conexión, entró a trabajar en Ufotable a partir del primer episodio de Tales of Symphonia The Animation: Tethe'alla-hen.
Inicialmente, no tenía la intención de convertirse en director, pero mientras trabajaba como director de animación en el episodio 16 de Fate/Zero 2 titulado "El fin del honor", comenzó a interesarse en la dirección gracias al trabajo de Takashi Suhara, un director en Ufotable. Después de su experiencia como director de animación, debutó como director de episodios con el especial en Blu-ray Fate/Zero: Onegai! Einzbern Sōdanshitsu. Más adelante, en el cortometraje Fate/Zero Cafe, asumió por primera vez el rol de director de animación y estuvo a cargo de los guiones gráficos de la secuencia de apertura. En Fate/stay night: Unlimited Blade Works, dirigió por primera vez episodios de una serie de televisión y también estuvo a cargo del diseño artístico, aprovechando su formación en arquitectura.
Según el presidente y director general de Ufotable, Hikaru Kondō, se refiere a él como "un miembro del equipo que, a pesar de ser joven, puede encargarse de episodios y cortes clave". En Fate/stay night: Unlimited Blade Works, estuvo a cargo del guion gráfico y la dirección del episodio 24, Unlimited Blade Works, que es la batalla final de la historia. El autor original, Kinoko Nasu, elogió su trabajo diciendo: "Es una verdadera obra de artesanía. Lo ha terminado de manera maravillosa". En Kimetsu no Yaiba, estuvo a cargo del guion gráfico, la dirección y el maquetado del episodio 19, Dios del fuego. El autor original, Koyoharu Gotouge, lo alabó diciendo: "La animación, la dirección y la música fueron tan increíbles que lloré desconsoladamente, y vi el episodio 19 unas 20 veces. Me alegra profundamente haber dedicado mi esfuerzo a crear este manga". Este episodio también fue altamente valorado por los espectadores en Japón. Además, el episodio 19 recibió una calificación altísima en el sitio de anime MyAnimeList, alcanzando más del 97% de aprobación, una de las más altas en la historia del sitio, recibiendo así grandes elogios también a nivel internacional. Shirai también estuvo a cargo del guion gráfico y la dirección del episodio 10, ¡No me rendiré!, de Kimetsu no Yaiba: Yukaku-hen.
Su trabajo se ha centrado principalmente en la dirección de escenas de acción, y en 2017 debutó como director en Katsugeki/Tōken Ranbu.

## Trabajos

### Anime

#### Series de televisión
Destaca papeles con funciones de dirección de series.
| Año  | Título                                            | Director(es)       | Estudio            | Funciones | Refs.  |
| ---- | ------------------------------------------------- | ------------------ | ------------------ | --- | ------ |
| 2004 | Kujibiki Unbalance                                | Tsutomu Mizushima  | Palm Studio        | Animación intermedia (#8; (Studio Ron)) Segunda animación clave (#8) | [ 9 ]  |
| 2006 | Aria the Natural                                  | Jun'ichi Satō      | Hal Film Maker     | Animación intermedia (#4, 12, 18, 25) Segunda animación clave (#25) | [ 10 ] |
| 2006 | Binbō Shimai Monogatari                           | Yukio Kaizawa      | Toei Animation     | Animación intermedia | [ 11 ] |
| 2006 | Le Chevalier D'Eon                                | Kazuhiro Furuhashi | Production I.G     | Animación intermedia (#4) | [ 12 ] |
| 2006 | Kiniro no Corda: Primo Passo                      | Kōjin Ochi         | Yumeta Company     | Segunda animación clave (#3) | [ 13 ] |
| 2007 | Tetsuko no Tabi                                   | Akinori Nagaoka    | Group TAC          | Animación intermedia (#10; (Studio Ron)) Verificación intermedia (#10) Segunda animación clave (#10)                                                                                                   | [ 14 ] |
| 2008 | Net Ghost Pipopa                                  | Shin'ichirō Kimura | Studio Hibari      | Animación clave (#10, 16, 25, 32, 39, 45) | [ 15 ] |
| 2008 | Code Geass: Hangyaku no Lelouch R2                | Gorō Taniguchi     | Sunrise            | Animación clave (#19; (Studio Ron)) | [ 16 ] |
| 2008 | Soul Eater                                        | Takuya Igarashi    | Bones              | Animación clave (#14, 29; (Studio Ron)) | [ 17 ] |
| 2008 | Ga-Rei: Zero                                      | Ei Aoki            | AIC Spirits Asread | Animación clave (#7) | [ 18 ] |
| 2008 | Aria the Origination                              | Jun'ichi Satō      | Hal Film Maker     | Animación intermedia (#3) Verificación intermedia (#3) Segunda animación clave (#3) | [ 19 ] |
| 2008 | Porphy no Nagai Tabi                              | Tomomi Mochizuki   | Nippon Animation   | Animación intermedia (#14; (Studio Ron)) Verificación intermedia (#14) Segunda animación clave (#14)                                                                                                   | [ 20 ] |
| 2008 | Skip Beat!                                        | Kiyoko Sayama      | Hal Film Maker     | Animación clave | [ 21 ] |
| 2008 | Mahōtsukai ni Taisetsu na Koto: Natsu no Sora     | Osamu Kobayashi    | Hal Film Maker     | Animación (#3, 8, 11) Director de animación asistente (#11) | [ 22 ] |
| 2009 | Minami-ke Okaeri                                  | Kei Oikawa         | Asread             | Director de animación asistente (#3, 9) | [ 23 ] |
| 2010 | Kiss×sis                                          | Munenori Nawa      | Feel               | Animación clave | [ 24 ] |
| 2011 | Fate/Zero                                         | Ei Aoki            | Ufotable           | Director de animación (#8) Animación clave (#1, 3, 5, 8, 13; OP) Segunda animación clave (#10) | [ 25 ] |
| 2012 | Fate/Zero 2                                       | Ei Aoki            | Ufotable           | Director de animación (#16, 21, 24) Animación clave (#16, 25; OP) | [ 26 ] |
| 2014 | Fate/stay night: Unlimited Blade Works            | Takahiro Miura     | Ufotable           | Diseño artístico de fondos Director de episodios (#5, 12) Guionista gráfico (#5, 12) Director de unidad (#ED) Director de animación (#5) Animación clave (#0, 3, 5, 12)                                | [ 27 ] |
| 2015 | Fate/stay night: Unlimited Blade Works 2nd Season | Takahiro Miura     | Ufotable           | Diseño artístico de fondos Director de episodio (#24) Guionista gráfico (#24; ED) Director de unidad (#ED) Ayudante de director de animación (#17) Segunda animación clave (#25) Animación clave (#24) | [ 28 ] |
| 2015 | God Eater                                         | Takayuki Hirao     | Ufotable           | Director de episodios (#5, 9) Segunda animación clave (#1; OP) Animación clave (#5) | [ 29 ] |
| 2016 | Tales of Zestiria the Cross                       | Haruo Sotozaki     | Ufotable           | Director de episodio (#9) Guionista gráfico (#4, 9-10; ED) Director de unidad (#ED) Director de animación (#6) Ayudante de director de animación (#12) Animación clave (#9)                            | [ 30 ] |
| 2017 | Tales of Zestiria the Cross 2nd Season            | Haruo Sotozaki     | Ufotable           | Guionista gráfico asistente (#25) | [ 31 ] |
| 2017 | Katsugeki/Tōken Ranbu                             | Toshiyuki Shirai   | Ufotable           | Director Director de episodios (#1, 13) Guionista gráfico (#1-3, 6, 12-13; OP) Director de unidad (#OP) Animación clave (#13)                                                                          | [ 32 ] |
| 2019 | Kimetsu no Yaiba                                  | Haruo Sotozaki     | Ufotable           | Director de episodio (#19) Guionista gráfico (#4, 11, 19, 21) Ayudante de director de animación (#19) Diseño de animación (#19) Animación clave (#4, 19; OP) Segunda animación clave (#3, 20)          | [ 33 ] |
| 2021 | Kimetsu no Yaiba: Mugen Ressha-hen Arc TV         | Haruo Sotozaki     | Ufotable           | Director de episodios (#2, 5) | [ 34 ] |
| 2021 | Kimetsu no Yaiba: Yukaku-hen                      | Haruo Sotozaki     | Ufotable           | Director de episodios (#10) Guionista gráfico (#10-11) Ayudante de director de animación (#10) Animación clave (#10; Ufotable)                                                                         | [ 35 ] |
| 2023 | Kimetsu no Yaiba: Katanakaji no Sato-hen          | Haruo Sotozaki     | Ufotable           | Guionista gráfico (#8; Ufotable) Animación clave (#OP; Ufotable) | [ 36 ] |

#### Películas
| Año  | Título                                 | Director(es)     | Estudio        | Funciones          | Refs.  |
| ---- | -------------------------------------- | ---------------- | -------------- | ------------------ | ------ |
| 2009 | Miyamoto Musashi: Sōken ni Haseru Yume | Mizuho Nishikubo | Production I.G | Animación clave    | [ 37 ] |
| 2013 | Kara no Kyōkai: Future Gospel          | Tomonori Sudō    | Ufotable       | Animación clave    | [ 38 ] |
| 2013 | Majokko Shimai no Yoyo to Nene         | Takayuki Hirao   | Ufotable       | Animación clave    | [ 39 ] |
| 2020 | Kimetsu no Yaiba: Mugen Ressha-hen     | Haruo Sotozaki   | Ufotable       | Director de unidad | [ 40 ] |

#### OVAs
| Año  | Título                                           | Director(es)   | Estudio  | Funciones                                            | Refs.  |
| ---- | ------------------------------------------------ | -------------- | -------- | ---------------------------------------------------- | ------ |
| 2010 | Tales of Symphonia The Animation: Tethe'alla-hen | Haruo Sotozaki | Ufotable | Animación clave (#1-2) Segunda animación clave (#OP) | [ 41 ] |
| 2011 | Tales of Symphonia The Animation: Sekai Tōgō-hen | Haruo Sotozaki | Ufotable | Segunda animación clave (#1; OP)                     | [ 42 ] |
| 2012 | Minori Scramble!                                 | Takuya Nonaka  | Ufotable | Animación clave (#1)                                 | [ 43 ] |

#### Especiales
| Año  | Título                                                   | Director(es)   | Estudio        | Funciones                                       | Refs.  |
| ---- | -------------------------------------------------------- | -------------- | -------------- | ----------------------------------------------- | ------ |
| 2008 | Dragon Ball: Ossu! Kaettekita Son Gokū to Nakama-tachi!! | Yoshihiro Ueda | Toei Animation | Animación clave                                 | [ 44 ] |
| 2009 | God Eater Prologue                                       | Takayuki Hirao | Ufotable       | Segunda animación clave                         | [ 45 ] |
| 2012 | Fate/Zero: Onegai! Einzbern Sōdanshitsu                  | Desconocido    | Ufotable       | Director de episodio (#5)                       | [ 46 ] |
| 2013 | Fate/Zero Cafe                                           | Hikaru Kondō   | Ufotable       | Director de episodio (#1) Director de animación | [ 47 ] |

### Videojuegos
| Año  | Título               | Funciones                               | Refs.  |
| ---- | -------------------- | --------------------------------------- | ------ |
| 2006 | Triggerheart Exelica | Animación clave                         | [ 48 ] |
| 2010 | God Eater: Burst     | Animación clave Segunda animación clave | [ 48 ] |
| 2011 | Tales of Xillia      | Animación clave                         | [ 48 ] |
| 2012 | Tales of Xillia 2    | Director de unidad                      | [ 48 ] |
| 2013 | Summon Night 5       | Animación clave de apertura             | [ 48 ] |
| 2016 | Tales of Berseria    | Animación clave de apertura             | [ 48 ] |
| 2019 | Code Vein            | Animación clave                         | [ 48 ] |
| 2021 | Tales of Arise       | Animación clave de apertura 1           | [ 48 ] |